# Субханкуловська сільська рада
Субханку́ловська сільська рада (рос. Субханкуловский сельский совет) — муніципальне утворення у складі Туймазинського району Башкортостану, Росія. Адміністративний центр — село Субханкулово.
Станом на 2002 рік існували Субханкуловська селищна рада (смт Субханкулово) та Нуркеєвська сільська рада (села Зігітяк, Субханкулово, присілки Каїн-Єлга, Нуркеєво).

## Населення
Населення — 7944 особи (2019, 7668 у 2010, 7011 у 2002).

## Склад
До складу поселення входять такі населені пункти:
| Населений пункт          | Населення, осіб (2002) | Населення, осіб (2010) |
| ------------------------ | ---------------------- | ---------------------- |
| Зігітяк, село            | 240                    | 279                    |
| Каїн-Єлга, присілок      | 81                     | 119                    |
| Нуркеєво, присілок       | 641                    | 888                    |
| Старе Субханкулово, село | 386                    | 784                    |
| Субханкулово, село       | 5663                   | 5598                   |